# غريب (المضاربة والعارة)

تعديل مصدري - تعديل

غريب هي إحدى قرى عزلة المضاربة بمديرية المضاربة والعارة التابعة لمحافظة لحج في اليمن، بلغ تعداد سكانها 27 نسمة حسب تعداد اليمن لعام 2004.